# La Serra (Sant Cugat Sesgarrigues)
La Serra és una obra de Sant Cugat Sesgarrigues (Alt Penedès) inclosa a l'Inventari del Patrimoni Arquitectònic de Catalunya.

## Descripció
Casa de planta quadrangular, amb planta baixa i dos pisos i coberta de teulada a doble vessant, amb el carener perpendicular a la façana principal. La planta baixa resta amagada per una tanca que defineix un pati petit i compta amb diverses obertures d'arc rebaixat. El primer pis té un balcó corregut amb tres portes, coronades per llindes de pedra amb relleus esculpits. El segon pis té un seguit de quatre finestrals d'arc rebaixat estructurats amb pedra a manera de dovelles. Els murs són arrebossats amb els angles cantoners reforçats per carreus de pedra.

## Història
A la casa consta, com a única data històrica coneguda, l'any 1927.